# Guerra civil bizantina de 1341–1347
A Guerra Civil Bizantina de 1341–1347, também chamada de Segunda Guerra Civil Paleóloga foi um conflito que irrompeu após a morte de Andrônico III Paleólogo sobre a guarda de seu filho de nove anos - e herdeiro do trono bizantino - João V Paleólogo. De um lado estava o principal ministro de Andrônico III, João VI Cantacuzeno e, do outro, a imperatriz-mãe Ana de Saboia, o patriarca de Constantinopla João XIV Calecas e o mega-duque Aleixo Apocauco. A guerra polarizou a sociedade bizantina em classes sociais, com a aristocracia apoiando Cantacuzeno e as classes média e baixa apoiando o grupo de regentes. De forma menos acentuada, o conflito também teve contornos religiosos, pois o império estava, na época, envolvido na controvérsia hesicasta e a aderência às doutrinas místicas dos hesicastas geralmente equivalia a apoiar Cantacuzeno.
Como principal conselheiro e amigo mais próximo do imperador Andrônico III, Cantacuzeno se tornou o regente do menor João V quando ele morreu em junho de 1341. Enquanto Cantacuzeno estava fora da capital em setembro do mesmo ano, um golpe de estado liderado por Aleixo Apocauco e pelo patriarca João XIV conquistou o apoio da imperatriz-mãe Ana e estabeleceu uma nova regência. Em resposta, o exército de Cantacuzeno e seus aliados o proclamaram como coimperador em outubro, cimentando assim o cisma entre ele e a nova regência. A disputa imediatamente escalou para um conflito armado.
Durante os primeiros anos da guerra, as forças da nova regência prevaleceram. Como resultado de diversas revoltas anti-aristocráticas, principalmente a dos Zelotes de Tessalônica, uma grande quantidade de cidades da Trácia e da Macedônia caíram nas mãos dos regentes. Com a ajuda de Estêvão Uresis IV da Sérvia e de Umur Begue de Aidim, Cantacuzeno conseguiu reverter estes ganhos. Por volta de 1345, apesar da deserção de Estêvão para a oposição e a retirada de Umur, Cantacuzeno manteve a iniciativa com a ajuda de Orcano I, governante do Emirado Otomano. O assassinato do mega-duque Apocauco, principal administrador da regência, em junho de 1345 foi um severo golpe para o grupo, Formalmente coroado como imperador em Adrianópolis (atual Edirne) em 1346, Cantacuzeno entrou em Constantinopla em 3 de fevereiro de 1347. Como parte do acordo, ele reinaria por dez anos como imperador sênior e regente de João V até que o garoto atingisse idade suficiente para reinar juntamente com ele. Apesar desta aparente vitória, o reinício das hostilidades forçou João VI Cantacuzeno a abdicar para se tornar um monge em 1354.
As consequências dos prolongados conflitos se mostraram desastrosas para o Império Bizantino, que havia conseguido uma certa estabilidade sob Andrônico III. Sete anos de guerra, a presença de exércitos mercenários, as revoltas e o advento da peste negra devastaram o estado. O conflito também permitiu que Estêvão conquistasse a Albânia, Epiro e a maior parte da Macedônia, onde ele fundou o Império Sérvio. O Império Búlgaro também conquistou o território ao norte do Rio Evros.

## Contexto: Bizâncio no início doséculo XIV
Em 1341, o Império Bizantino, que um dia fora uma potência, estava em processo de transição. A despeito da volta da capital para Constantinopla e a recuperação de uma parte do poderio anterior sob Miguel VIII Paleólogo (r. 1259–1282), as políticas implementadas durante seu reinado exauriram os recursos do Estado e a força recuperada se perdeu sob seu sucessor, Andrônico II Paleólogo (r. 1282–1328). Durante seu longo reinado, o restante das possessões bizantinas na Ásia Menor gradativamente caíram nas mãos dos turcos, principalmente do recém-fundado Emirado Otomano. Este processo provocou uma onda de refugiados nas províncias europeias do Império Bizantino ao mesmo tempo que a Companhia Catalã provocava o caos nos domínios imperiais. Os impostos também subiram de forma dramática para subsidiar os tributos pagos aos inimigos. Uma combinação de descontentamento com estas falhas e de ambição pessoal incitou o neto e herdeiro do imperador, o jovem Andrônico III Paleólogo a se revoltar. Apoiado por um grupo de jovens aristocratas liderados por João Cantacuzeno e Sirgianes Paleólogo, Andrônico III depôs seu avô após uma série de conflitos durante a década de 1320. Embora tenha tido sucesso em remover o velho imperador do poder, a guerra não trouxe benefícios para o império, pois seus vizinhos - sérvios, búlgaros, turcos, genoveses e venezianos - tiraram vantagens das lutas internas dos bizantinos para conquistar territórios ou expandir sua influência sobre o império.

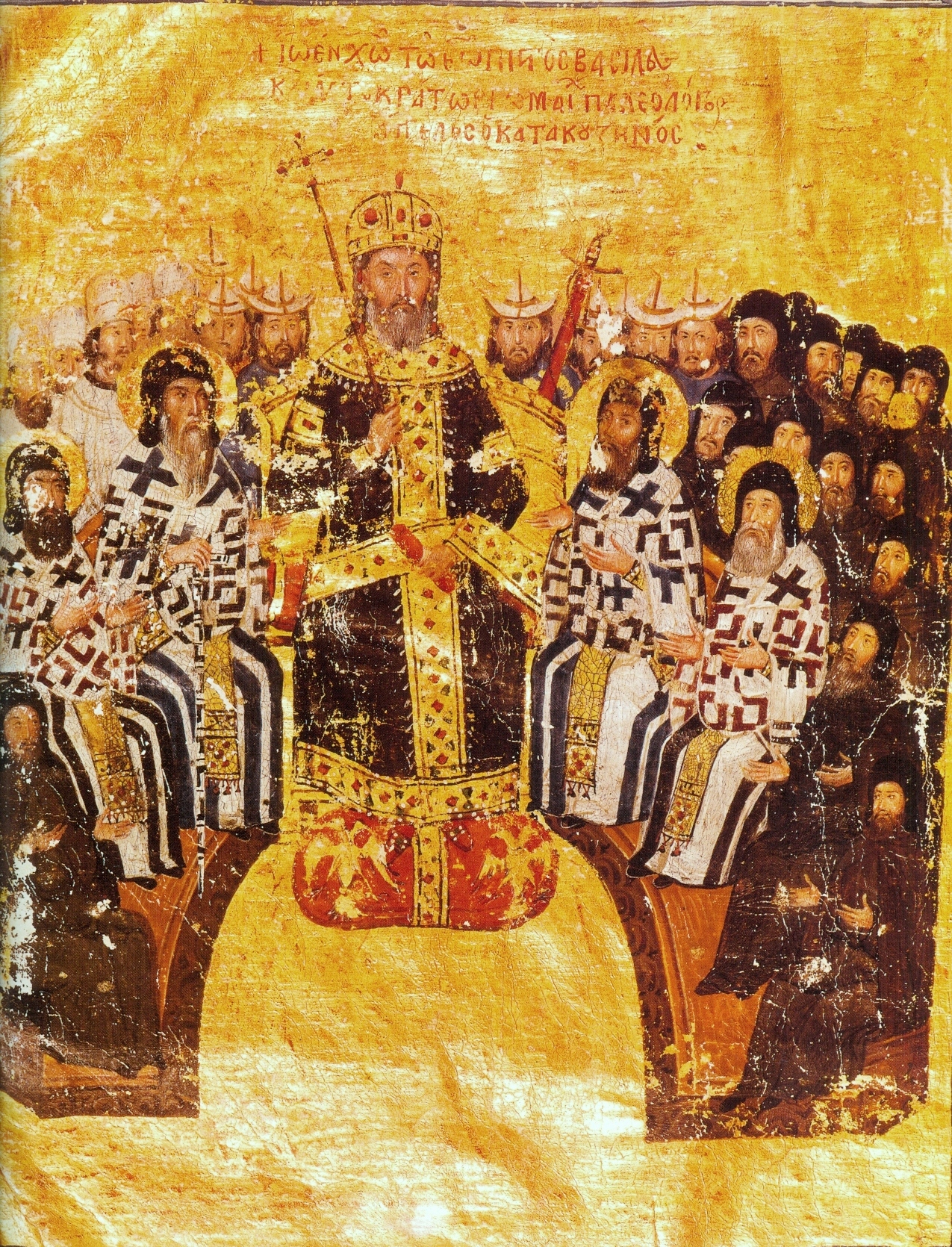
João VI Cantacuzeno presidindo um sínodo.
c.1370. Iluminura num manuscrito com as obras teológicas de João VI. Atualmente na Biblioteca Nacional da França, Paris (Ms. grec 1242)

O filho único de um antigo governador dos territórios bizantinos em Moreia, João Cantacuzeno era parente dos Paleólogos pelo lado de sua mãe. Ele herdou grande quantidade de terras na Macedônia, Trácia e Tessália, e se tornou um amigo de infância, o principal e mais próximo conselheiro de Andrônico III. Durante o reinado deste, entre 1328 e 1341, Cantacuzeno atuou como principal ministro no cargo de grande doméstico, o comandante-em-chefe do exército bizantino. A relação entre os dois continuou próxima e, em 1330, quando o então sem herdeiros Andrônico III (João V só nasceria em 1332) ficou doente, ele insistiu que Cantacuzeno fosse proclamado imperador ou regente após a sua morte. O laço entre ambos se reforçou ainda mais na primavera de 1341, quando o primogênito de Cantacuzeno, Mateus Cantacuzeno, se casou com Irene Paleóloga, uma sobrinha do imperador.
Ao contrário de Andrônico II, que dispersou o exército e a marinha bizantina, e que favorecia monges e intelectuais, Andrônico III era um governante energético que liderava pessoalmente suas forças em campanhas militares. Em 1329, sua primeira campanha contra os otomanos resultou numa desastrosa derrota na Batalha de Pelecano, a que se seguiu o rápido colapso das posições bizantinas na Bitínia. Campanhas subsequentes nos Bálcãs tiveram, de toda maneira, algum sucesso em manter íntegro o cambaleante reino de Andrônico. A Tessália e o Despotado de Epiro, dois territórios que haviam se separado do império após a Quarta Cruzada, voltaram ao domínio bizantino quase sem derramamento de sangue em 1328 e 1337 respectivamente. Andrônico III também reconstruiu uma modesta frota, que permitiu-lhe recuperar a rica e estratégica ilha de Quios dos genoveses da família Zaccaria em 1329 além de conseguir a aliança de Andreolo Cattaneo, o governador genovês de Foceia, na Anatólia. Em 1335, porém, Cattaneo, com ajuda dos genoveses, capturou a ilha de Lesbos. O imperador liderou uma frota para recuperá-la e conquistar Foceia, requisitando a ajuda dos emires turcos de Sarucã e Aidim. Sarucã enviou tropas e suprimentos, mas o governante de Aidim, Umur Begue, foi se encontrar com o imperador pessoalmente. Foi durante este encontro que Cantacuzeno e Umur travaram uma amizade próxima e de longa duração, além de uma aliança.
Uma guerra contra a Sérvia em 1331–1334 se mostrou menos proveitosa para imperador quando diversas cidades na Macedônia foram capturadas pelos sérvios liderados pelo renegado Sirgianes Paleólogo. Estas conquistas só foram interrompidas quando Sirgianes foi assassinado e a ameaça de uma invasão húngara forçou o governante sérvio, Estêvão Uresis IV, a procurar uma saída negociada. A paz que se seguiu entre Andrônico III e Estêvão foi importante para o futuro das relações bizantino-sérvias. Pela primeira vez, os bizantinos reconheceram os grandes ganhos territoriais que os sérvios haviam feito às custas do império na região central dos Bálcãs durante o reinado de Andrônico II. Como resultado do pacto, Estêvão mudou sua capital e o centro de gravidade de seu reino, para o sul em Prilepo.
Embora a perda da Ásia Menor tenha se mostrado irreversível, os sucessos em Epiro e Tessália levaram à consolidação do império nas regiões falantes do grego na parte sul dos Bálcãs. Andrônico III e Cantacuzeno planejaram outras campanhas para recuperar os principados latinos da Grécia Meridional, um projeto de grande importância no longo-prazo, pois, como escreve o historiador Donald Nicol:
| “ | se toda a península da Grécia pudesse ser unificada sob o governo bizantino, então o império teria novamente uma estrutura homogênea, capaz de fazer frente aos sérvios, aos italianos e a outros inimigos. Seria pequeno, mas poderia ser uma unidade econômica e administrativa compacta e gerenciável indo do cabo Matapão a Tessalônica e a Constantinopla. | ” |

## Regência de Cantacuzeno: junho a setembro de 1341
Após uma rápida enfermidade, Andrônico III morreu na noite de 14 para 15 de junho de 1341 com apenas 45 anos. O seu filho de nove anos, João V, era o sucessor óbvio, mas ele não havia ainda sido oficialmente proclamado ou coroado como coimperador, o que provocou um vácuo legal e levantou a questão de quem iria liderar o governo imperial.
De acordo com o costume bizantino, qualquer regência era automaticamente liderada pela imperatriz-mãe. Porém, a despeito da falta de um apontamento formal, Cantacuzeno colocou os filhos de Andrônico III e a imperatriz-mãe Ana de Saboia sob guarda no palácio e, numa reunião do senado bizantino, reivindicou para si a regência e o governo do império por causa de sua associação próxima com o finado imperador. Ele também exigiu que João V fosse casado com sua própria filha, Helena Cantacuzena. Este pedido foi rejeitado pelo patriarca de Constantinopla João XIV Calecas, que apresentou um documento de Andrônico datando de 1334 dando-lhe a guarda da família imperial caso ele viesse a falecer. Apenas após uma demonstração das tropas na capital em 20 de junho que Cantacuzeno conseguiu assegurar o reconhecimento como regente e o controle do governo, além de manter o controle do exército como grande doméstico. Entretanto, a oposição à Cantacuzeno começou a se juntar à volta do patriarca, um homem obstinado e determinado a ter uma voz ativa no governo do império, da imperatriz-mãe, que temia que Cantacuzeno pudesse eliminar seu filho e, por último, Aleixo Apocauco, o ambicioso mega-duque (comandante-em-chefe da Marinha bizantina) e líder da burocracia governamental. Um "homem-novo" (não nobre) promovido a altos cargos como favorito de Andrônico III e, possivelmente, o homem mais rico do império em 1341, Apocauco não tinha a confiança da aristocracia hereditária. Os únicos relatos do período, as memórias de Cantacuzeno e a história de Nicéforo Gregoras, com seus vieses aristocráticos, traçam uma imagem muito negativa dele. De acordo com Cantacuzeno, a aderência de Apocauco ao grupo do patriarca foi o resultado de sua ambição pessoal: ele buscava avançar sua posição tentando convencer Cantacuzeno a se declarar imperador e, quando ele recusasse, trocar secretamente de lado.
Na opinião de Donald Nicol, se Cantacuzeno tivesse permanecido em Constantinopla, sua autoridade poderia não ter sido contestada. Como grande doméstico e regente, porém, era sua missão lidar com os vários inimigos do império que buscavam tirar vantagens da morte do imperador. Estêvão invadiu a Macedônia, o emir de Sarucã realizou raides na costa da Trácia e o tsar João Alexandre ameaçou uma guerra. Em julho, Cantacuzeno deixou a capital liderando um exército e delegou o comando do governo com Apocauco, que ele ainda acreditava ser leal a ele. A campanha de Cantacuzeno se mostrou vitoriosa. Ele convenceu Estêvão a se retirar e repeliu os atacantes turcos, enquanto que João Alexandre, ameaçado por uma frota do Emirado de Aidim, renovou o tratado de paz com Bizâncio. Para coroar seus sucessos, Cantacuzeno recebeu uma embaixada dos barões latinos do Principado da Acaia na região de Moreia. Ela estava preparada para entregar o controle do país em troca de uma garantia de suas propriedades e direitos. Era uma oportunidade única, como Cantacuzeno reconheceu em suas memórias, uma vez que certamente o Ducado de Atenas, controlado pelos catalães, seguiria na mesma direção, consolidando o controle bizantino na Grécia.
Foi neste ponto que Cantacuzeno recebeu graves notícias da capital. No final de agosto, Apocauco de um golpe e tentou sequestrar João V para mantê-lo como refém. Tendo falhado, ele fugiu para a sua fortaleza em Epibates, onde ele foi cercado pelas tropas imperiais. Cantacuzeno retornou para Constantinopla no início de setembro e ficou ali por algumas semanas em consultas com a imperatriz. No caminho de volta à Trácia para se preparar para sua campanha em Moreia, ele foi a Epibates, perdoou Apocauco e restaurou-o às suas antigas posições.

## Guerra: outono de 1341

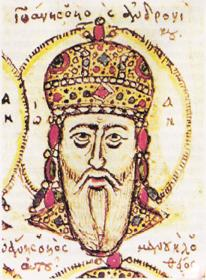
João V Paleólogo.
século XV. Iluminura na "História" de João Zonaras. Atualmente Biblioteca Estense Universitaria, em Módena, na Itália (Mutinensis gr.122, f.294r)

A segunda partida de Cantacuzeno se mostrou um grande erro. De volta à capital, seus inimigos aproveitaram a sua ausência. Apocauco juntou um grupo de aristocratas de altas posições no governo à sua volta, incluindo homens como o grande drungário João Gabalas e Jorge Cumno, que ele havia ligado à sua família através de casamentos com seus filhos. O patriarca João Calecas, apoiado pelo grupo de Apocauco e pela autoridade da imperatriz-mãe, demitiu Cantacuzeno de seus cargos e o declarou inimigo-público. O próprio Calecas foi proclamado regente e Apocauco, eparca de Constantinopla. Os parentes e aliados de Cantacuzeno foram presos ou forçados a fugir da cidade, e tiveram suas propriedades confiscadas. Enquanto a esposa e filhos de Cantacuzeno estavam a salvo em sua fortaleza em Demótica (Didimoteico), a regência colocou a mãe dele, Teodora, em prisão domiciliar e as privações que ela sofreu provocaram a sua morte.
Conforme os primeiros grupos de aliados fugindo da capital chegavam em Demótica, Cantacuzeno, por conta própria, tentou negociar com a nova regência, mas foi rejeitado. Finalmente ele se viu forçado a agir e, em 26 de outubro de 1341, o exército (2 000 cavaleiros e 4 000 na infantaria, de acordo com Gregoras) e seus aliados, principalmente vindos da aristocracia proprietária de terras, proclamaram Cantacuzeno imperador. Embora ele se apresentasse oficialmente ainda como júnior em relação a João V e alegasse estar agindo em nome do garoto, ao apresentar suas pretensões ao trono ele de fato iniciou uma guerra civil. Cantacuzeno ainda esperava que uma negociação pudesse resolver a situação, mas todos os seus enviados foram presos e todos os seus aliados foram excomungados pelo patriarca João XIV. Em 19 de novembro de 1341 a regência respondeu à proclamação de Cantacuzeno com a coroação oficial de João V.
A reação à proclamação de Cantacuzeno causou um racha na sociedade bizantina, com os ricos e poderosos magnatas proprietários de terra (tradicionalmente chamados de dínatos, "os poderosos") que dominavam as regiões rurais rapidamente se juntando para apoiá-lo, enquanto que a população em geral, que vivia em condições abjetas sob uma pesada taxação, apoiava a imperatriz-mãe e o patriarca. Apocauco foi especialmente veloz em capitalizar sobre esta divisão e fomentar o descontentamento com a aristocracia ao publicar em toda parte a imensa riqueza que ele havia confiscado nas casas e propriedades de Cantacuzeno e seus aliados. Nas palavras de Donald Nicol:
| “ | era contra ele [Cantacuzeno] e tudo o que ele representava como milionário e aristocrata proprietário de terras que a população se revoltou. 'Cantacuzenismo' se tornou o grito de guerra, o slogan do descontentamento. | ” |

Assim, as linhas de frente da guerra civil se armaram em facções rurais e urbanas. As cidades, dominadas pela burocracia civil de classe-média e pelos mercadores, favoreciam uma economia mais mercantil e relações mais próximas com as repúblicas marítimas italianas, enquanto que a população rural permanecia sob o controle da aristocracia mais conservadora, que derivava sua riqueza de suas propriedades e, tradicionalmente, eram refratárias a atividades comerciais e ao empreendedorismo, vistos como indignos. O estrato social mais baixo tendia a apoiar a facção dominante, as classes-médias nas cidades e os magnatas no campo.
Polarizações desta natureza não eram um fato novo no Império Bizantino. Evidências de competição entre a aristocracia e as classes-médias urbanas nas esferas política, econômica e social já existem a partir do século XI, mas a escala do conflito que irrompeu em 1341 não tinha precedentes. Esta classe de conflitos foi espelhada no então bizantino - e em separação - Império de Trebizonda também, onde facções urbanas pró-imperial e pró-urbana entraram em confronto com a aristocracia proprietária de terras provincial entre 1340 e 1349. As tendências mais conservadores e anti-ocidentais dos aristocratas e suas ligações com os ferozmente ortodoxos e anti-católicos mosteiros também ajudam a explicar a ligação com o movimento místico do hesicasmo advogado por Gregório Palamas, cujos pontos de vista eram geralmente rejeitados nas cidades. Embora diversas importantes exceções mantenham o tema aberto à discussão, na mente popular da época (e na historiografia tradicional), o "palamismo" e o "cantacuzenismo" eram geralmente tratados como iguais. A posterior vitória de Cantacuzeno também significou uma vitória do hesicasmo, confirmado no Quinto Concílio de Constantinopla em 1351. O hesicasmo se tornaria um pilar da tradição ortodoxa mesmo sendo tratado como heresia pela Igreja Católica (vide controvérsia hesicasta).
A primeira manifestação desta divisão social apareceu em Adrianópolis (atual Edirne), onde, em 27 de outubro, a população expulsou os aristocratas da cidade, assegurando o controle da cidade em nome da regência. Este evento se repetiu nas semanas seguintes em várias cidades por toda a Trácia e Macedônia, com a população declarando o apoio à regência contra as forças do "cantacuzenismo". Nesta atmosfera hostil, muitos soldados de Cantacuzeno abandonaram-no e retornaram para Constantinopla. Em Demótica, a revolta popular foi sufocada e a cidade permaneceu como uma fortaleza de Cantacuzeno na Trácia por toda a guerra.

## Cantacuzeno busca a ajuda de Estêvão: 1342

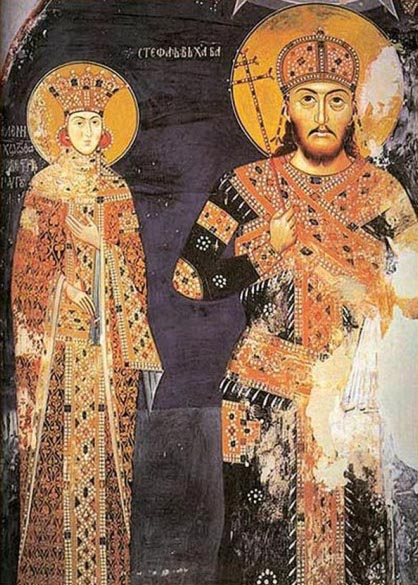
e sua esposa Helena.
Séc. XIV. Afresco no Mosteiro de Lesnovo, Macedônia do Norte

Quando fortes nevascas impediram as campanhas no inverno seguinte, Cantacuzeno aproveitou para enviar uma embaixada, que incluía monges de Monte Atos, a Constantinopla. Porém, eles também foram ignorados pelo patriarca. Nesta época, quase todas as províncias bizantinas e seus governadores já tinham se declarado a favor da regência. Apenas Teodoro Sinadeno, um antigo aliado de Cantacuzeno que era o governador da segunda maior cidade do império, Tessalônica, se aliou a ele. Sinadeno manteve sua aliança a Cantacuzeno em segredo da população e pretendia render a cidade com o apoio da aristocracia local. Além dele, Creles, o magnata sérvio e o governante de fato de Estrúmica e do vale do rio Estrimão, parecia também inclinado a apoiar Cantacuzeno. Consequentemente, assim que o tempo melhorou, em 2 de março de 1342, Cantacuzeno deixou a esposa Irene Asanina, seu cunhado Manuel Asen e suas filhas guardando Demótica e marchou para oeste com seu exército em direção a Tessalônica. No caminho, ele atacou primeiro Periteório, mas foi repelido e continuou a marcha. Cantacuzeno conseguiu então tomar o forte Melnique, onde ele se encontrou com Creles para firmar uma aliança. Os dois exércitos combinados marcharam então em direção a Tessalônica, mas chegaram tarde demais. Conforme eles se aproximavam da cidade, eles se encontraram com Sinadeno e os aristocratas, que foram forçados a fugir após uma revolta liderada por um grupo popular radical, os Zelotes. Logo em seguida, uma frota de setenta navios liderada por Apocauco reforçou a cidade. Sinadeno, cuja família ficou em Tessalônica, desertou para a regência. O filho de Apocauco, João, foi apontado como governador da cidade, ainda que o poder de fato estivesse nas mãos dos Zelotes que, pelos próximos sete anos, lideraram um regime autônomo sem paralelos no Império Bizantino.
Neste meio tempo, o exército da regência realizou sua campanha na Trácia, tomando formalmente posse das cidades já conquistadas pelas revoltas populares. Com a Tessalônica fora de seu alcance, com suas linhas de comunicação cortadas e com as deserções tendo reduzido seu exército a meros 2 000 homens (metade dos quais pertenciam a Creles), Cantacuzeno foi forçado a se retirar para o norte, para a Sérvia, onde ele esperava conquistar o apoio de Estêvão Uresis IV. Logo depois, Creles também desertou Cantacuzeno e se juntou à regência, esperando conseguir o domínio de Melnique. Em junho de 1342, Cantacuzeno se encontrou com Estêvão em Pristina. O governante sérvio pareceu inicialmente relutante em firmar qualquer tipo de aliança. Porém, sob pressão de seus nobres, especialmente do poderoso João Olivérior, ele percebeu que não poderia desperdiçar esta oportunidade única de expandir seus domínios para o sul. Desesperado por alguma forma de ajuda, Cantacuzeno aparentemente concordou que os sérvios mantivessem quaisquer cidades que tomassem, apesar de seu próprio relato posterior afirmar o contrário. De acordo com Nicéforo Gregoras, os sérvios reivindicaram toda a Macedônia a oeste de Cristópolis (Cavala), exceto Tessalônica e redondezas. A única concessão que Cantacuzeno conseguiu assegurar foi para as cidades que se rendessem a ele pessoalmente. Para selar o pacto, o filho caçula de Cantacuzeno, Manuel, se casaria com a filha de João Olivério, o que só não ocorreu por que Estêvão eventualmente renegaria a aliança.. Creles também fez parte do pacto em troca da rendição de Melnique pela guarnição de Cantacuzeno que vigiava a cidade. Após a morte dele no final do mesmo ano, Melnique foi conquistada por Estêvão.
No final do verão de 1342, Cantacuzeno, acompanhado por diversos magnatas sérvios, marchou para a Macedônia a frente de uma força greco-sérvia com o objetivo de chegar até Demótica, defendida por sua esposa. Seu avanço foi interrompido quase que imediatamente perante Serres quando a cidade se recusou a se render e, no cerco que se seguiu, uma epidemia matou quase todos os seus homens, forçando-o a recuar novamente para Sérvia com apenas 500 vivos. Estêvão liderou uma campanha paralela - e mais vitoriosa - capturando Vodena (Edessa). As forças gregas capturaram também Florina e Castória logo em seguida, expandido assim o domínio sérvio na Macedônia ocidental. Os sérvios também expandiram seu controle sobre a Albânia, de forma que, no verão de 1343, com a exceção de Dirráquio (atual Durrës), controlada pelos angevinos, toda a região parecia estar sob o controle sérvio. O moral entre as forças de Cantacuzeno despencou. Rumores circulavam em Constantinopla de que o derrotado Cantacuzeno planejava se retirar para Monte Atos como monge e revoltas irromperam na cidade, resultando na morte de diversas aristocratas que tiveram suas casas saqueadas pela população.
No final do outono, a imperatriz Ana por duas vezes enviou embaixadas a Estêvão tentando convencê-lo a entregar-lhe Cantacuzeno, mas o governante sérvio, procurando extrair o máximo de sua aliança, se recusou. A sorte de Cantacuzeno começou a melhorar quando uma delegação de nobres da Tessália foram ao seu encontro e se ofereceram para aceitar sua autoridade. Cantacuzeno designou seu parente João Ângelo como o governador da província. Embora fosse de fato um governante semi-independente, Ângelo se mostrou leal e efetivo. Ele logo trouxe Epiro - que ele governara em nome de Andrônico II em 1340 - para o lado de Cantacuzeno e ganhou terreno na Tessália às custas dos catalães de Atenas. Outra tentativa de invadir a Macedônia a partir da Sérvia falhou novamente perante Serres. Neste meio tempo, a esposa de Cantacuzeno, Irene, pediu ajuda aos búlgaros para romper um cerco a Demótica pelo exército dos regentes. João Alexandre enviou suas tropas, mas, embora elas tenha de fato enfrentado as forças da regência, não fizeram grandes esforços para ajudar a cidade e se ocuparam majoritariamente em saquear a região.

## Cantacuzeno retoma a iniciativa: 1343 – 1345

Cantacuzeno teve a ajuda dos beilhiques da Anatólia:
- Em laranja, próximo de Constantinopla, o Emirado Otomano.
- Em roxo, à esquerda, os aidinidas.
- Em amarelo à esquerda, os sarucânidas

Neste ponto do conflito, a posição de Cantacuzeno ganhou grande impulso com a intervenção de seu antigo amigo Umur Begue que, no final de 1342 ou no início de 1343, navegou pelo rio Evros com uma frota de 300 navios e 29 000 (de acordo com Cantacuzeno) ou 15 000 (de acordo com fontes turcas) soldados e liberou Demótica tanto do cerco das forças da regência quanto dos saques dos búlgaros. Após pilhar a Trácia por alguns meses, Umur foi forçado a se retirar para a Ásia no início do inverno, ao qual os turcos não estavam acostumados. Esta nova situação desagradou Estêvão, pois agora Cantacuzeno tinha uma nova base de poder e dependia menos da sua boa-vontade. A crise final entre Estêvão e Cantacuzeno ocorreu em abril de 1343, quando Cantacuzeno persuadiu a cidade de Beroia, cercada pelos sérvios, a se render a ele em vez de a Estêvão. Diversas outras cidades na região fizeram o mesmo, incluindo Sérvia e Platamo, o que reforçou a posição de Cantacuzeno, de independência em relação a Estêvão, o que atrapalhava os planos expansionistas do líder sérvio. Percebendo que tinha pouco mais a ganhar apoiando Cantacuzeno, Estêvão reabriu as negociações com a regência e concluiu uma aliança formal no verão de 1343.
Enquanto isso, Cantacuzeno e seu exército, acampando nas redondezas de Tessalônica, esperava tomar a cidade com o apoio de aliados dentro da cidade. Apocauco chegou à cidade a frente de uma frota bizantina para ajudar os Zelotes, prendendo Cantacuzeno na Macedônia entre Tessalônica e as conquistas de Estêvão. Uma vez mais, Umur de Aidim veio apoiar Cantacuzeno com uma frota de 6 000 homens, frente a qual Apocauco e seus navios fugiram. Ainda assim, Tessalônica, reforçada, foi capaz de resistir contra o cerco de Cantacuzeno e Umur.. Mesmo tendo falhado em tomar Tessalônica, a presença de seus aliados turcos permitiu a Cantacuzeno que voltasse suas atenções à Trácia. No final de 1343, ele deixou seu filho Manuel como governador de Beroia e marchou em direção a Demótica, liberando a cidade e finalmente reencontrando sua esposa após dois anos. A caminho da cidade, Cantacuzeno tomou diversas fortalezas na Trácia, mesmo tendo novamente falhado frente a Periteório. Ele continuou com uma vitoriosa campanha que tomou Comotini e outras fortalezas na área dos montes Ródope. Nos dois anos seguintes, as cidades e fortes da Trácia caíram sob o domínio de Cantacuzeno, uma por uma, mas a um alto custo, pois suas tropas, majoritariamente turcas, repetidamente saqueavam a região. A mudança nos rumos da guerra não passou despercebida entre os adversários. No final de 1344, diversas personalidades desertaram para o lado de Cantacuzeno, incluindo João Vatatzes, um general e parente por casamento tanto de Apocauco quanto do patriarca grego, o patriarca de Jerusalém Lázaro, e, mais importante, Manuel Apocauco, filho do mega-duque e governador de Adrianópolis.

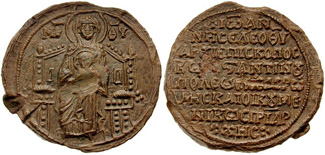
Selo do patriarca de Constantinopla

Enquanto isso, a aliança da regência com Estêvão dava resultados apenas ao líder sérvio, que tinha liberdade para saquear toda a região da Macedônia e Epiro. No final de 1345, apenas Tessalônica, mantida pelos Zelotes, Serres e redondezas, que permanecia leal à regência juntamente com Beroia, governada por Manuel Cantacuzeno, permaneciam sob o controle sérvio.
Esta situação geral apresentou à regência consideráveis dificuldades. A despeito do habilidoso gerenciamento das finanças estatais por Apocauco, a devastação causada pelo prolongado conflito esvaziou o tesouro imperial. Em agosto de 1343, a imperatriz Ana foi forçada a penhorar suas joias reais em Veneza por 30 000 ducados. Além disso, os saques turcos na Trácia provocaram uma carestia em Constantinopla. Esperando ajuda ocidental, Ana apelou ao papa, prometendo a sua submissão, a de João V, de Apocauco e mesmo do patriarca à sua autoridade, e começou a perseguir todos os que demonstravam ser pró-cantacuzenistas e os palamistas anti-ocidentais.
Em 1344, a regência concluiu uma nova aliança com o Império Búlgaro, que exigiu a rendição de Filipópolis (Plovdiv) e nove outras cidades no norte da Trácia ao longo do rio Evros. Contudo, após a ocupação, João Alexandre evitou realizar ações diretas contra as forças de Cantacuzeno operando no sul e leste da Trácia. Neste meio tempo, Momchil, um comandante a quem Cantacuzeno havia encarregado de controlar a região de Merope nos montes Ródope, desertou para a regência. No início de 1344, Cantacuzeno estava sem o apoio de Umur e do grosso do seu exército, que navegou de volta pra casa para repelir um ataque latino à sua principal base portuária, Esmirna. No caminho, a força turca foi atacada pelos sérvios sob Gregório Prealimpo, mas conseguiram vencer a Batalha de Estefaniana. Ainda assim, Cantacuzeno conseguiu repelir os ataques conjuntos de Estêvão e Apocauco até que Umur pudesse voltar a ajudá-lo na primavera do ano seguinte, à frente de 20 000 soldados.
Cantacuzeno e Umur fizeram vários raides contra a Bulgária e se voltaram contra Momchil. Este havia explorado um vácuo de poder em Ródope, uma terra de ninguém entre os sérvios, búlgaros e bizantinos, afirmando-se como um príncipe semi-independente apoiado por uma força substancial de cerca de 5 000 homens. Em 7 de julho de 1345, os dois exércitos se enfrentaram na Batalha de Periteório. O exército de Momchil foi esmagado e ele, morto. Logo depois, Estêvão cercou Serres. Rejeitando as exigências de Cantacuzeno pela rendição, um confronto parecia inevitável até que a notícia de que Aleixo Apocauco fora assassinado em Constantinopla voltou a atenção de Cantacuzeno novamente para a capital.

## Anos finais: 1345 – 1347
No início de 1345, Cantacuzeno enviou monges franciscanos para oferecer à regência uma tentativa de reconciliação, mas foi novamente rejeitado. Apesar desta demonstração de confiança, a posição da regência permanecia insegura. As deserções do inverno anterior enfraqueceram o controle sobre a capital e, como respostas, Apocauco lançou uma série de proscrições. Ele também ordenou a construção de uma nova prisão. Em 11 de junho de 1345, enquanto acompanhava a inspeção de uma prisão sem a companhia de um guarda-costas, Apocauco foi linchado pelos prisioneiros.
Quando Cantacuzeno ouviu as notícias, ele marchou imediatamente em direção a Constantinopla, apressado por seus aliados que esperavam que morte de Apocauco resultasse no rápido colapso da regência. Cantacuzeno, porém, duvidava disso e, de fato, o patriarca e a imperatriz Ana rapidamente controlaram a situação. Ao mesmo tempo, Cantacuzeno sofreu uma série de revezes, começando quando João Apocauco, o governador nominal de Tessalônica, ao anunciar seu apoio à Cantacuzeno e sua intenção de render a cidade, foi imediatamente impedido pelos Zelotes e morto, juntamente com todos os aliados de Cantacuzeno na cidade. Em seguida, João Vatatzes, que havia desertado para o lado de Cantacuzeno no ano anterior, trocou novamente de lado. Ele tentou levar consigo alguns dos aliados turcos e cidades trácias consigo, mas foi assassinado logo depois. Finalmente, Cantacuzeno perdeu o apoio de seu mais importante aliado, Umur de Aidim, que deixou seu exército para lutar contra os cruzados em Esmirna. Cantacuzeno fez o que pôde, aliando-se ao emir de Sarucã e, fundamentalmente, a Orcano I do ascendente Emirado Otomano na Bitínia

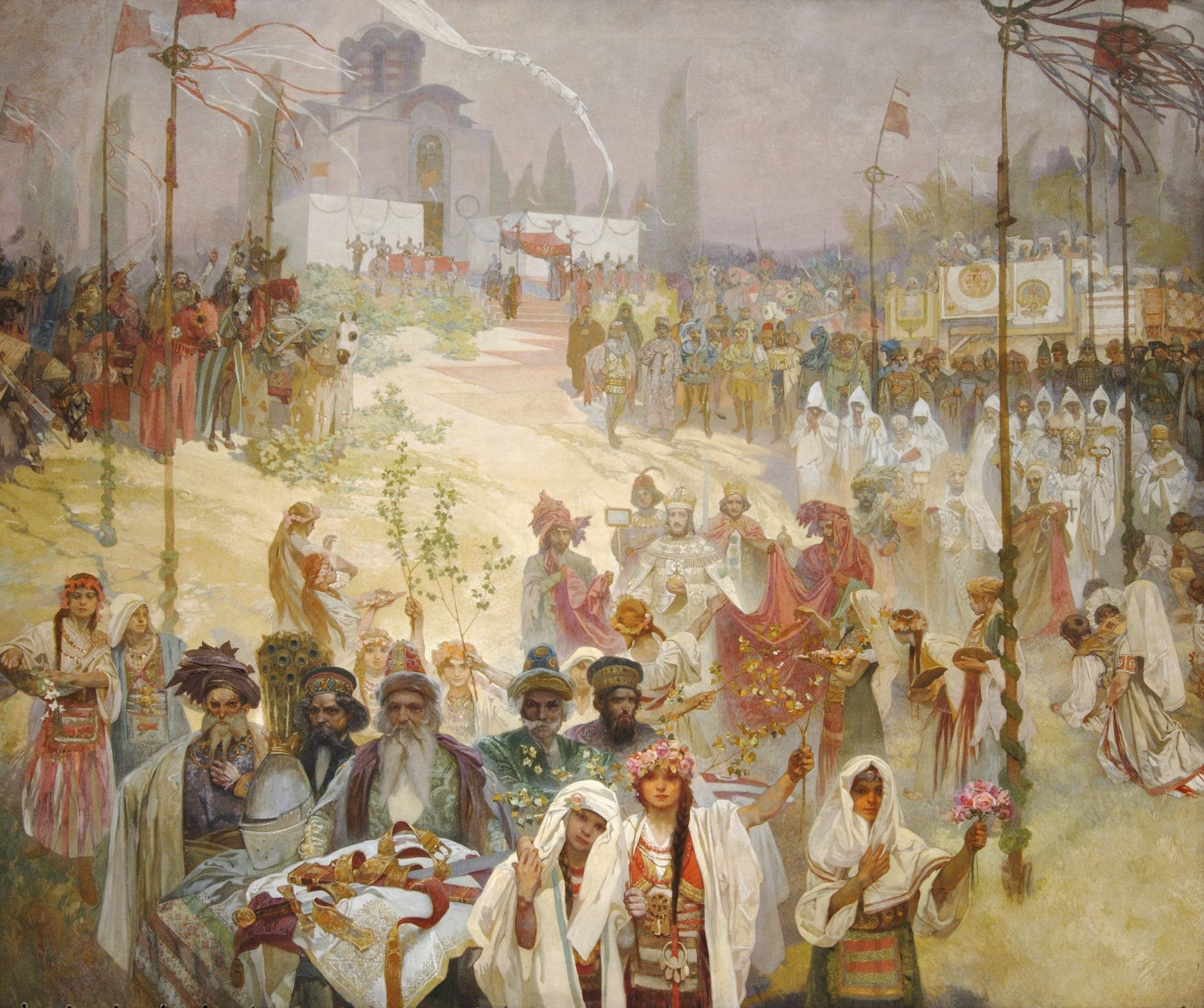
Coroação de, o grande vencedor do conflito, como "Imperador dos sérvios e romanos"

Em setembro de 1345, após um longo certo, Serres finalmente caiu perante Estêvão. O governante sérvio, que agora controlava metade do reino bizantino pré-1341, se sentiu incentivado por este sucesso a reivindicar para si o trono imperial. Consequentemente, no Domingo de Páscoa, 16 de abril de 1346, ele foi coroado como "Imperador dos sérvios e romanos" em Escópia, fundando assim o Império da Sérvia. Este ato fez com que Cantacuzeno, que havia sido proclamado imperador em 1341, ordenasse que sua coroação formal fosse realizada em 21 de maio em Adrianópolis, num evento presidido pelo patriarca de Jerusalém Lázaro. Ele, em seguida, convocou um sínodo de bispos para excomungar o patriarca de Constantinopla, João Calecas. Não muito depois, as relações de Cantacuzeno com seu novo aliado Orcano foram cimentadas através de um casamento entre sua filha, Teodora Cantacuzena, com o emir otomano em uma elaborada cerimônia em Selímbria.
Para a regência, a situação se tornou desesperadora. Os pedidos de ajuda da imperatriz Ana aos poderes estrangeiros se mostraram infrutíferos, pois tanto Orcano quantos turcos recusaram-se a ajudar. Apenas Balique, o governante do Principado de Carvuna, enviou uma força de elite de 1 000 homens sob o controle de seus filhos, os irmãos Teodoro e Dobrotitsa, mas eles também foram derrotados pelo protoestrator Jorge Facrases. O Emirado de Sarucã ofereceu uma força mais substancial de 6 000 homens no verão de 1346, mas, em vez de ajudar, eles saquearam a Trácia e depois desertaram para exército de Cantacuzeno. A receita permaneceu escassa durante a regência, os genoveses novamente retomaram os territórios imperiais em Quios e na Foceia, até que, em 19 de maio de 1346, uma parte de Santa Sofia foi destruída, um terrível mau presságio na opinião dos habitantes da capital.
Por volta do verão de 1346, Cantacuzeno estava à beira da vitória. Ele deixou os trácios sob o controle de seu filho Mateus e mudou-se para Selímbria, mais perto de Constantinopla. Ele não atacou a capital e esperou quase um ano pela rendição da cidade. Em suas memórias, ele explica que o fez por que não queria soltar os turcos na cidade, embora alguns de seu contemporâneos, como Gregoras, o acusem de indecisão e de prolongar a guerra sem necessidade.
Conforme os meses passavam e as privações em Constantinopla aumentavam, a facção pró-Cantacuzeno na capital cresceu na medida que a imperatriz se recusava até mesmo a considerar negociar. Por duas vezes, agentes foram enviados para assassinar Cantacuzeno, mas fracassaram. A imperatriz terminou finalmente brigando com o patriarca João Calecas, que foi deposto num sínodo em 2 de fevereiro de 1347. Na mesma noite, os aliados de Cantacuzeno abriram o então em desuso Portão de Ouro e Cantacuzeno entrou na cidade com 1 000 homens. Enquanto isso, quase sem resistência, as tropas cercaram o Palácio de Blaquerna, a residência imperial, mas a imperatriz ainda se recusava a se render temendo ainda, pela sua segurança. Os soldados de Cantacuzeno ficaram impacientes e atacaram parte do complexo. João V então convenceu a mãe a aceitar o acordo.

## Acordo de paz e o reinado de Cantacuzeno
Em 8 de fevereiro de 1347, a guerra formalmente terminou com um acordo que tornou Cantacuzeno o imperador sênior por dez anos, depois dos quais ele e João V reinariam como iguais. Cantacuzeno também prometeu perdoar todos os seus adversários. Para selar o pacto, João V se casou com a filha de Cantacuzeno, Helena, e, em maio, Cantacuzeno foi coroado novamente na Igreja de Santa Maria de Blaquerna. No final, como comentou Donald Nicol, o longo conflito não significou nada, com os termos da paz que "poderiam ter sido negociados cinco anos antes e poupado o império de muita amargura, ódio e destruição".
A despeito da moderação e clemência demonstradas por Cantacuzeno em seu acordo, ele não não teve aceitação universal. Aliados dos Paleólogos ainda não confiavam nele, enquanto seus próprios aliados teriam preferido depô-los imediatamente para instalar os Cantacuzeno como dinastia reinante. O primogênito de Cantacuzeno, Mateus, também se ressentiu ao ser passado pra trás por João V e teve que ser apaziguado com a criação de um apanágio semi-autônomo cobrindo muito da Trácia ocidental, que servia como uma marca contra a Sérvia de Estêvão. Dos territórios bizantinos remanescentes, apenas os Zelotes de Tessalônica, agora um exclave isolado rodeado pelos sérvios, se recusaram a aceitar o novo acordo, se tornando assim um território de facto independente até 1350, quando Cantacuzeno conquistou a cidade.
Após 1347, João VI Cantacuzeno tentou reviver o Império Bizantino, mas teve um sucesso parcial. Ajudado pela redução da população provocada pela peste negra, Estêvão e seu general Prealimpo tomaram as fortalezas de Cantacuzeno na Macedônia, Epiro e Tessália em 1347-1348, completando assim a conquista das terras bizantinas remanescentes na Grécia. Uma tentativa de reduzir a dependência de Bizâncio da comida e do comércio marítimo em relação aos comerciantes genoveses levou à Guerra bizantino-genovesa de 1348-1349, que terminou em 1352 com uma paz de compromisso para ambas as partes. Em 1350, Cantacuzeno se aproveitou da preocupação de Estêvão com uma guerra contra o Reino da Bósnia para tomar Tessalônica dos Zelotes, Beroia, Vodena e outras cidades macedônias que estavam nas mãos dos sérvios, mas o imperador sérvio rapidamente reverteu a situação. Novamente, apenas Tessalônica permaneceu em poder bizantino.
As relações entre Mateus Cantacuzeno, que agora reinava na Trácia Oriental, e João V Paleólogo, que tomou conta do antigo domínio de Mateus na Trácia Ocidental rapidamente se deterioraram e deram início a outro conflito interno. Uma guerra aberta irrompeu em 1352, quando João V, apoiado por tropas venezianas e turcas, lançou um ataque a Mateus. João Cantacuzeno marchou para apoiar o filho com 10 000 tropas otomanas e retomou as cidades da Trácia, saqueando-as abertamente no processo. Em outubro de 1352, em Demótica, a força otomana combateu e venceu 4 000 sérvios enviados para ajudar João V por Estêvão. Esta foi a primeira vitória otomana na Europa e um poderoso sinal dos tempos que viriam no futuro. Dois anos depois, a captura de Galípoli por eles marcaria o início da conquista otomana dos Bálcãs que culminaria, um século depois, na queda de Constantinopla. Enquanto isso, João V fugiu para a ilha de Tenedos, de onde ele tentou, sem sucesso, tomar Constantinopla em março de 1353. João VI Cantacuzeno respondeu coroando Mateus como coimperador, mas João V, com o apoio dos genoveses e se apoiando na baixa popularidade de Cantacuzeno, conseguiu entrar na capital em novembro de 1354. João VI abdicou e se retirou para um mosteiro. Mateus ainda resistiu na Trácia até 1357, quando ele também abdicou, deixando João V como único governante de um estado em frangalhos.

## Consequências da guerra civil
A guerra civil se mostrou um ponto de inflexão na história do Império Bizantino. Nas palavras do bizantinista Angeliki Laiou, "após o final da segunda guerra civil, Bizâncio era um império apenas no nome", enquanto que, de acordo com Eva de Vries-Van der Velden, ela marcou "o ponto de ruptura entre o 'declínio' e a 'queda' do Império Bizantino".
A divisão entre os bizantinos e a dependência de tropas estrangeiras, especialmente sérvios e turcos, encorajaram o expansionismo especialmente destes últimos. Estêvão, em particular, se mostrou muito hábil em explorar a guerra civil para expandir seus territórios às custas do império. Além das perdas territoriais, o conflito prolongado exauriu os recursos bizantinos. A Trácia, o maior território contíguo ainda em poder do império, sofreu uma devastação que a tornou, juntamente com Constantinopla, dependente de alimentos importados da Bulgária e da Crimeia. O comércio foi interrompido e o tesouro continha, nas palavras de Gregoras, "nada além de átomos de Epicuro". Cantacuzeno exauriu também sua fortuna pessoal e a imperatriz Ana deixou o império com pesadas dívidas com os venezianos. A guerra também levou a administração centralizada imperial nas províncias ao colapso, levando o controle da zona rural a uma forma de controle senhorial, nas mãos de magnatas locais. Apesar de sua considerável riqueza, os magnatas, através de isenções ou de sonegação aberta, evitavam pagar os impostos ao governo central. Além disso, a chegada, em 1347, da peste negra e os focos posteriores recorrentes reduziram ainda mais a base fiscal e de recrutamento de soldados do império, impedindo qualquer ação no sentido de reverter os ganhos territoriais sérvios.
Juntamente com a retomada da guerra em 1352, estes fatores, principalmente a peste, destruíram qualquer chance de mesmo uma modesta recuperação similar à experimentada sob Andrônico III Paleólogo. Daí em diante, Bizâncio permaneceu sob a ameaça iminente de seus vizinhos mais poderosos, incapaz de empreender uma política externa independente, aleijado por uma falta crônica de recursos e marcado por constantes conflitos internos. Entretanto, pela combinação fortuita entre a situação externa e de uma habilidosa diplomacia, o império conseguiu sobreviver por mais um século até ser finalmente conquistado pelos otomanos em 1453. Apenas o enclave bizantino na Moreia permaneceu próspero, tendo sido poupado da devastação da guerra civil por seu relativo isolamento. A ascensão de Manuel Cantacuzeno como seu déspota em 1349 marcou a criação do semi-independente Despotado de Moreia, que experimentou o último florescimento cultural e econômico no mundo bizantino até ele também cair frente aos otomanos em 1460.